# Robert Ben Rhoades
Robert Benjamin Rhoades (Council Bluffs, 1945. november 22. –) amerikai sorozatgyilkos és nemi erőszaktevő. A kamionmegálló gyilkos-ként is ismert. 1989 és 1990. között két házaspárt ölt meg Illinoisban és Texasban, valamint 50 nő megkínzásával és meggyilkolásával gyanúsítják, amit 1975 és 1990. között követett el. Mikor elkapták, Rhoades azt állította hogy 15 éve foglalkozott ezzel.

## Fiatalkora
Élete első éveiben anyja nevelte, mert apja az Amerikai Egyesült Államok hadseregének katonája volt, és Nyugat-Németországban állomásozott. Rhoades általános iskolába járt, amikor apja visszatért a szolgálatból. Miután édesapját elbocsátották a katonaságtól, tűzoltóként talált munkát.
Rhoades fiatalkora viszonylag normális volt, eltekintve a kialakuló éveiben tapasztalható társadalmi problémáktól. Aktív résztvevője volt iskoláinak tanórán kívüli tevékenységeinek, és különféle sport- és egyéb programokban vett részt. Rhoades középiskolás volt mikor bűnözni kezdett, amikor 1961-ben 16 évesen letartóztatták  jármű hamisításért, és 1962-ben nyilvános verekedések miatt tartóztatták le 17 évesen. 
Miután 1964-ben elvégezte a középiskolát, csatlakozott a katonasághoz. Ugyanebben az évben apját letartóztatták egy 12 éves lány molesztálása miatt, majd öngyilkos lett, miközben a tárgyalására várt. Rhoadest elbocsátották a katonaságtól, mert részt vett egy rablásban. 
Miután becstelenül elbocsátották a katonaságtól, a főiskolára járt, de otthagyta. Később megpróbált csatlakozni egy bűnüldöző szervhez, de elutasították a katonaságtól való elbocsátása miatt. Rhoades háromszor nősült, első feleségétől egy fia született. Ezt követően üzletekben, szupermarketekben, raktárakban és éttermekben talált munkát. Végül kamionos lett. Az 1980-as években Rhoades érdeklődését felkeltette, beleértve magát a BDSM szcénában való részvételét is. Ez idő alatt állítólag verbálisan, fizikailag és szexuálisan bántalmazta harmadik feleségét, Deborah Rhoadest.

## Gyilkosságok
- 1990. október 26-án vadászok csontvázmaradványokat fedeztek fel Millard megyében, Utah államban. Akkoriban az áldozatot nem tudták azonosítani, és a következő 13 évben "Jane Doe 1" néven ismerték. Az Arizonai Egyetem törvényszéki tudósai csak 2003 májusában tudták az áldozat állkapcsáról készült röntgenfelvételek összehasonlítását követően azonosítani a 24 éves Patricia Candace Walsh, és 26 éves férje Douglas Scott Zyskowski személyét. Mindketten Seattle-ből származtak. Nem sokkal azután tűntek el, hogy 1989-ben elhagyták a várost. Zyskowski maradványait 1990 januárjában találták meg a texasi Ozonában, az Interstate 10 közelében, és azonosították. 1992-ben.[3] Walsh azonosítása után a Utah States Police Department képviselői felvették a kapcsolatot kollégáikkal a Texas State Police Department-tel, de a nyomozás nem azonosította gyilkosukat.[3] Letartóztatása után Rhoades bevallotta a gyilkosságokat. Azt állította, hogy a pár stoppolt, amikor Rhoades felvette őket teherautójába, miközben egy hosszú távú utazáson volt. Azonnal megölte Zyskowskit, holttestét pedig a texasi Sutton megyében dobta ki, ahol később megtalálták a holttestét.[4] Több mint egy hétig tartotta fogva Walsh-t. Ez idő alatt többször megkínozta és megerőszakolta, mielőtt megölte, és holttestét a Utah állambeli Millard megyében dobta ki.

- Egy hónappal később  elrabolt egy 18 éves lányt, Shana Holtsot, aki megszökött és értesítette a rendőrséget. Amikor Rhoadest őrizetbe vették, az áldozat nem volt hajlandó vádat emelni, mert úgy érezte, hogy a bizonyítékok ellenére sem fognak hinni neki. A rendőrségnek adott nyilatkozatában ezt mondta: ,,Nem látok semmi jót a vádemelésben. Ez csak az én szavam lesz az övé ellen. Ha lenne bizonyíték, benyújtanám. Vádat emelnék és beperelném."[1] Később azt állították, hogy félt Rhoades-tól, miután két hétig a teherautójában tartotta fogva. Rhoades kamionja hálófülkéjét saját személyes kínzókamrájává alakította át, ahol nőket tartott fogva hetekig, megkínozta és megerőszakolva őket.[2][5]

- A 14 éves Regina Kay Walterst 1990. szeptember 29-én találták meg meztelenül és rosszul lebomolva egy Greenville melletti elhagyatott istálló padlásán. 1990. február 3. óta tűnt el, amikor megszökött pasadenai otthonából barátjával, Ricky Lee Jones-szal. A boncolás során kiderült, hogy valamikor március elején fojtották halálra. Rhoades otthonában találtak egy fényképet, amelyen Walters látható.[6][7][8] 1990. május 26-án Harleton közelében megtalálták Jones csontvázát, fejbe lőtték.[9]

- 1990. április 1-jén  reggel Mike Miller katona egy felkapcsolt vészvillogóval ellátott teherautóra bukkant a Casa Grande közelében. Amikor a fülkében vizsgálódott, egy meztelen nőt talált, aki meg volt bilincselve és sikoltozott.[10] Egy férfi is ott volt, aki a teherautó sofőrjének vallotta magát. Miután nem sikerült kibeszélnie magát a helyzetből, Rhoades megragadott egy fegyvert és a személyére lőtt. Letartóztatták, és súlyos testi sértéssel és szexuális zaklatással és börtönbüntetéssel vádolják. Megbilincselve maradt Miller a járőrautójában, de megszökött. További nyomozás után a letartóztató nyomozónak, Rick Barnhartnak sikerült összekapcsolnia a houstoni üggyel, és legalább öt hónapon át mintát vett észre. Rhoades otthonában kiadott házkutatási parancs végrehajtása során a rendőrség fotókat talált egy meztelen tinédzserről, akit később Waltersként azonosítottak, és akinek holttestét 1990 szeptemberében találták meg. Voltak fényképek Walshról is, akinek holttestét abban az októberben fedezték fel.

## Tárgyalás
1994-ben Rhoadest elítélték Regina Kay Walters meggyilkolásáért, és életfogytiglani börtönbüntetésre ítélték. 2005-ben kiadták Utah-nak, hogy Candace Walsh és Douglas Zyskowski halála miatt pereljék; az áldozatok családjainak kérésének megfelelően azonban 2006-ban ejtették a vádakat, hogy ne legyen kötelező tanúskodniuk többször és visszaküldték a börtönbe. Rhoades ügyét később kiadták Texasnak Walters és Jones meggyilkolásával kapcsolatban, ahol Rhoades életfogytiglani börtönbüntetésért bűnösnek vallotta magát. Rhoades továbbra is tölti életfogytiglani börtönbüntetését.

## Filmek
- Hajsza egy gyilkos után

## Fordítás
Ez a szócikk részben vagy egészben  a   Robert Ben Rhoades című angol Wikipédia-szócikk ezen változatának fordításán alapul.  Az eredeti cikk szerkesztőit annak laptörténete sorolja fel. Ez a jelzés csupán a megfogalmazás eredetét és a szerzői jogokat jelzi, nem szolgál a cikkben szereplő információk forrásmegjelöléseként.